# Fataunços
Fataunços ist ein Ort und eine ehemalige Gemeinde (Freguesia) im portugiesischen Kreis Vouzela. Die Gemeinde hatte 750 Einwohner (Stand 30. Juni 2011).
Am 29. September 2013 wurden die Gemeinden Fataunços und Figueiredo das Donas zur neuen Gemeinde União das Freguesias de Fataunços e Figueiredo das Donas zusammengeschlossen. Fataunços ist Sitz dieser neu gebildeten Gemeinde.